# Симамаки
Симамаки (яп. 島牧村 Симамаки-мура) — село в Японии, находящееся в уезде Симамаки округа Сирибеси губернаторства Хоккайдо. Площадь села составляет 437,26 км², население — 1659 человек (30 июня 2014), плотность населения — 3,79 чел./км².

## Географическое положение
Село расположено на острове Хоккайдо в губернаторстве Хоккайдо. С ним граничат посёлки Суццу, Куромацунай, Сетана, Имакане, Осямамбе.

## Население
Население села составляет 1659 человек (30 июня 2014), а плотность — 3,79 чел./км². Изменение численности населения с 1980 по 2005 годы:
| 1980 | 3138 чел. |  |
| 1985 | 2767 чел. |  |
| 1990 | 2502 чел. |  |
| 1995 | 2301 чел. |  |
| 2000 | 2224 чел. |  |
| 2005 | 1996 чел. |  |

## Символика
Деревом села считается Fagus crenata, цветком — Leontopodium japonicum.